# Calle San Fernando (Córdoba)

La calle San Fernando en una fotografía de 1895.

La calle San Fernando, también conocida como la calle de la Feria, es una vía pública del casco histórico de la ciudad española de Córdoba. Justo por esta calle se encuentran restos de la muralla que dividía el antiguo área de la Medina de la Axerquía. Fue durante bastante tiempo la calle más larga de la ciudad.

## Historia
Los límites de la ciudad en época romana y visigoda se encontraban en la cara occidental de esta calle, donde todavía quedan restos de la antigua muralla, por ejemplo, el palacio de los marqueses del Carpio, que forma parte de la misma e incluso un torreón. Durante época islámica la ciudad comenzó a expandirse hacia oriente, creándose el barrio de la Axerquía, cuya traducción en árabe de al-Sarquiyya es literalmente "el este".
La calle San Fernando desemboca en la plaza Cruz del Rastro, donde se colocó la denominada Cruz del Rastro (la actual data de 1927), en recuerdo a una matanza de judíos y conversos en 1473. En 1496 el Ayuntamiento de Córdoba compra la casa a Francisco Sánchez Torquemada para abrir el arco del Portillo en la muralla como zona de paso.
Durante el siglo XVIII se realizaron varias construcciones, como la ermita de la Aurora (1725), el arco del compás de la iglesia de San Francisco (1782), la instalación de un gigante de veinte varas para conmemorar la proclamación de Carlos IV (1789), así como una fuente que fue construida, donde se encontraba un abrevadero, por el corregidor José Luis de Eguiluz en 1796 con un costo de 5.000 reales con motivo de la visita del rey Carlos IV. Fue realizada con dos caños de bronce, el escudo de Córdoba y una pila de mármol azul proveniente del antiguo Ayuntamiento y su agua proviene del acuífero de la iglesia de Santo Domingo de Silos. Todavía puede observarse una inscripción de la época: «pena de quatro ducados a el que ate bestias, de golpes o aga daño».

### Principal vía comercial
Con el objetivo de ensalzar las fiestas a la Virgen de Linares, el Cabildo cordobés encargó a la cofradía del hospital de la Lámpara o de Amparo, formada por calceteros, la creación de una nueva feria exactamente ocho días antes de la festividad de la mencionada virgen. A partir de ese momento es cuando se la comenzó a denominar como calle de la Feria, debido a que su tamaño era idóneo para la realización de este tipo de festejos. Tras la instalación y construcción de tiendas en ambas aceras, empezó a instaurarse una gran actividad comercial de diversos gremios en la que fue la principal vía que unía el casco histórico con la ribera del río Guadalquivir. Asimismo, se realizaron grandes ventanas en las casas con el objetivo de visualizar mejor los espectáculos que en la calle se celebraban con asiduidad.
A partir de 1862 el Ayuntamiento le dio la denominación actual de calle San Fernando, dedicada a Fernando III de Castilla, conquistador de Córdoba. En la calle número 69 vivió y falleció en 1893 el músico Eduardo Lucena. A finales de siglo se colocaron acacias para la decoración de la calle, que fueron retiradas en torno a 1905. Durante la alcaldía de José Cruz Conde (1924-26), se plantaron naranjos amargos que se han mantenido hasta la actualidad. A pesar de ser una de las calles más importantes de la ciudad, también durante esta etapa su protagonismo se deterioró debido a la creación de la calle Claudio Marcelo, en aquel momento conocida como calle Nueva, y la moderna plaza de las Tendillas, que trasladó el trasiego comercial a esta zona más céntrica.

### Últimas intervenciones
El 22 de febrero de 1960 se derrumbó la ermita de la Aurora, restaurada en 1998 por Vimcorsa y actualmente utilizada como lugar de celebración de cines de verano y mercadillos de antigüedades, pendiente de un proyecto de restauración. En 1965 el arquitecto José Rebollo Dicenta realizó la apertura de la nueva calleja Junio Galión, dedicada al hermano de Séneca, único cordobés que aparece en la Biblia, aunque tuvo que ser cerrada unos años después por problemas de seguridad y se reabrió definitivamente en 2007. En marzo de 2021 se finalizó la restauración de la fuente del siglo XVIII.

## En la literatura
La calle es mencionada en la novela La feria de los discretos (1905) de Pío Baroja, en la que se cita lo siguiente:

-¿No se ha fijado, dijo D. Gil, de lo altas que son las casas en esta calle? -Hombre sí, ¿y por qué es eso? -Por dos razones, contestó don Gil, la primera por ganar altura que le quitaba la muralla, la segunda porque aquí se celebraban antiguamente la mayoría de los espectáculos. Allí se ejecutaban, se corrían toros y cañas, y durante los ocho días anteriores a los de la Virgen de Linares, los calceteros tenían una gran feria. Por eso en las casas hay tantas ventanas y galerías y la calle se llama de la Feria.

Asimismo, también apareció en la obra La mano de Fátima (2009) de Ildefonso Falcones.